# Filippo Baldi
 Filippo Baldi  (nacido el 10 de enero de 1996) es un tenista profesional italiano nacido en la ciudad de Milán.
Como jugador junior llegó a la semifinal del Abierto de Australia 2013 junior en la competición individual. Y con Gianluigi Quinzi ganó la Copa Davis Junior 2012 derrotando al equipo australiano.

## Carrera
Su mejor ranking individual es el Nº 144 alcanzado el 29 de julio de 2019, mientras que en dobles logró la posición 226 el 6 de mayo de 2019.
No ha logrado hasta el momento títulos de la categoría ATP ni de la ATP Challenger Tour, aunque sí ha obtenido varios títulos Futures tanto en individuales como en dobles.

## Títulos ATP Challenger (2; 1+1)

### Individual (1)
| N.° | Fecha                 | Torneo                 | Superficie | Oponente en la final | Resultado |
| --- | --------------------- | ---------------------- | ---------- | -------------------- | --------- |
| 1.  | 21 de octubre de 2019 | Challenger de Ismaning | Carpet (i) | Gleb Sakharov        | 6-4, 6-4  |

### Dobles (1)
| N.º | Fecha               | Torneo             | Superficie    | Pareja            | Oponentes en la final        | Resultado        |
| --- | ------------------- | ------------------ | ------------- | ----------------- | ---------------------------- | ---------------- |
| 1.  | 24 de junio de 2018 | Challenger de Todi | Tierra batida | Andrea Pellegrino | Pedro Martínez Mark Vervoort | 4-6, 6-3, [10-5] |